# Padenia sordida
Padenia sordida är en fjärilsart som beskrevs av Rothschild 1912. Padenia sordida ingår i släktet Padenia och familjen björnspinnare. Inga underarter finns listade i Catalogue of Life.